# رسالة إلى أمريكا
رسالة إلى أمريكا هي بيان سياسي مكتوب في عام 2002 ويُزعم أنها من تأليف أسامة بن لادن، الرسالة موجهة إلى الشعب الأمريكي. نُشرت الرسالة في البداية على موقع سعودي على شبكة الإنترنت كان يستخدمه تنظيم القاعدة سابقًا للنشر، نشر الترجمةَ الإنجليزيةَ للرسالة على مواقع الويب متطرفون إسلاميون بريطانيون. وفي نوفمبر 2002، نشرت صحيفة ذا أوبزرفر البريطانية الرسالة المترجمة. يشرح فيها دوافعه في هجمات 11 سبتمبر. صحة الرسالة في موضع شك، يرى العديد من الصحفيين في الشرق الأوسط أن الرسالة من كتابة ابن لادن لكن هناك من يرى أن ليس هناك تأكيد رسمي على ذلك. بسبب أن الرسالة تركز على موضوعات لم يتحدث عنها بن لادن من قبل، مثل الإيدز وزنى المحارم.

## محتوى الرسالة
في الرسالة المنسوبة إلى أسامة بن لادن، يظهر فيها انتقاد للولايات المتحدة، ويمزج فيها بين العقيدة الدينية والأحكام الأخلاقية والمظالم السياسية. ترسم الرسالة صورة للولايات المتحدة بأنها كيانًا يتعارض بشدة مع المبادئ والقيم الإسلامية، مما يؤدي إلى تبرير العدوان المستمر ضدها، بما في ذلك المدنيين.
أحد الانتقادات الموجهة للرسالة هو رفض الولايات المتحدة تطبيق الشريعة الإسلامية في نظام حكمها. وتصور الرسالة التناقضات بين النظام القانوني العلماني الذي صممه الإنسان في الولايات المتحدة مع الشريعة الإلهية للإسلام، وتصور الحكم العلماني على أنه نتاج لرغبات وأهواء الإنسان.
الممارسات الاقتصادية في الولايات المتحدة، وخاصة السماح بالربا (الفوائد على القروض)، كذلك مُدانة في الرسالة. يندد فيها كذلك بالربا باعتباره انتهاكًا ليس فقط للمبادئ الإسلامية ولكن أيضًا للمعايير الأخلاقية لباقي الأديان. ويشير إلى أن مثل هذه السياسات الاقتصادية تساهم في توسيع نطاق الظلم الاجتماعي والاقتصادي ويتهم اليهود بالسيطرة على سياسات الولايات المتحدة وإعلامها واقتصادها.
كذلك ينتقد الولايات المتحدة بسبب ما يُعد انحطاطًا أخلاقيًا واسع النطاق، مشيرًا بذلك إلى القبول الاجتماعي وتشريع ممارسات مثل الزنا والمثلية الجنسية والقمار. وهذه، في رأيه، تتناقض بشكل صارخ مع القيم الإسلامية.
كما تتهم الرسالة الولايات المتحدة بدعم الأنظمة القمعية في الدول الإسلامية، وبالتالي منع إقامة الشريعة الإسلامية والمساهمة في اضطهاد المسلمين. وتُحمل الولايات المتحدة المسؤولية عن الاستغلال الاقتصادي، وخاصة موارد النفط في المناطق الإسلامية، وعن تدخلها العسكري في هذه البلدان. ويشمل ذلك دعمها لإسرائيل، ولا سيما في الإجراءات ضد الفلسطينيين والخطط المتعلقة بالقدس.
تبرر الرسالة كذلك استهداف المدنيين الأمريكيين، بحجة أنهم، وباعتبارهم دافعي الضرائب، يدعمون بشكل غير مباشر التدخلات العسكرية لحكومتهم في الدول الإسلامية وسياساتها تجاه إسرائيل. وهذا الموقف يؤدي إلى دعوته للجهاد والمقاومة والانتقام.
ويحث الأميركيين على اعتناق الإسلام، والتوقف عما يراه أعمالاً قمعية وغير أخلاقية، والتأمل في قيمهم المجتمعية والسياسية. ويطالب الولايات المتحدة بسحب قواتها العسكرية من الأراضي الإسلامية، وإنهاء دعم القادة الفاسدين في هذه المناطق.
وتُختتم الرسالة بالتحذير من استمرار الحرب وتصعيدها إذا لم تُلبّى هذه المطالب.

## إزالتها من الغارديان
انتشرت فيديوهات عديدة على تيك توك تناقش محتوى هذه الرسالة في نوفمبر 2023 مما دفع صحيفة الغارديان إلى إزالة الرسالة من موقعها على الإنترنت مبررةً ذلك بعدم وجود سياق كافٍ حول الرسالة.